# Jeppe Vestergaard
Jeppe Vestergaard, född 22 september 1976, är en dansk före detta fotbollsspelare.

## Karriär

### Spelarkarriär
Vestergaard började fem år gammal spela fotboll med Herfølge BK. Han A-lagsdebuterade för klubben säsongen 1996/1997. Han var en del av det Herfølge som överraskade alla då de vann Superligaen 1999/2000, men medverkade själv bara i fem matcher under säsongens slutskede då en knäskada hindrat hon att spela fotboll sedan november 1998. Blott några månader efter att han börjat spela fotboll igen skadades Vestergaard på nytt, därmed missade han Herfølges matcher mot Rangers FC i kvalet till Champions League 2000/2001.
Vestergaard värvades av Malmö FF inför Allsvenskan 2002. På grund av strul med spelarlicenserna för Vestergaard och ett annat nyförvärv, Jussi Nuorela, kunde de två spelarna inte debutera för MFF under våren. Vestergaard lånades ut till Vejle BK i väntan på tillstånd för att få spela för MFF. Han blev spelklar till sommaren 2002. Vestergaard lyckades dock aldrig ta en startplats i MFF och medverkade bara i fem allsvenska matcher. I juli 2003 meddelade Vestergaard att han ville lämna Malmö FF på grund av brist på speltid och han blev så småningom klar för en återkomst till Herfølge.
Säsongen 2003/2004 spelade Vestergaard 18 matcher för Herfølge, det högsta antalet matcher på sex år. Sommaren 2004 ådrog sig Vestergaard sin tredje korsbandsskada och avslutade på grund av det sin fotbollskarriär, 28 år gammal.

## Meriter

### Klubblag
- Superligaen (1): 1999/2000 med Herfølge BK